# Густаво Сераті
Густа́во Адріа́н Сера́ті Кларк (ісп. Gustavo Adrián Cerati Clark, нар.11 серпня 1959 — пом.4 вересня 2014) — аргентинський рок-музикант, співак і автор пісень, композитор, продюсер. У минулому лідер гурту Soda Stereo. Вважається одним з найвизначніших представників латиноамериканського року. Володар численних премій Grammy Latino, MTV, Gardel.

## Біографія

### Дитинство
Густаво Сераті народився 11 серпня 1959 року в Буенос-Айресі. З дитинства хлопчик виявляв інтерес до музики, ще у початковій школі почав грати у музичному колективі і співати у хорі. Також захоплювався малюванням коміксів, займався плаванням і легкою атлетикою. Улюбленими музикантами Густаво були The Police, Queen, The Cure.
У середній школі Густаво заснував гурт, з яким переміг у конкурсі різдвяних пісень, влаштованому телеканалом Canal 9. Згодом хлопець грав у блюз-роковому колективі Savage, джаз-роковому Vozarrón, роковому тріо Triciclo.

### Soda Stereo

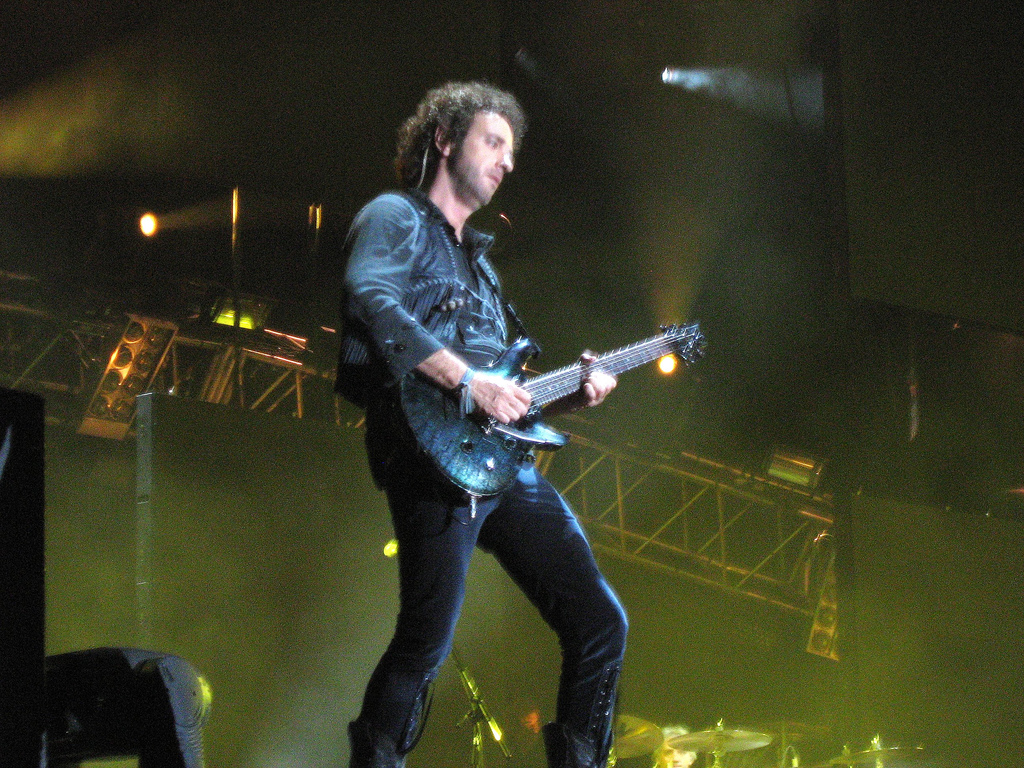

Густаво Сераті навчався у приватному католицькому університеті, де здобув спеціалізацію у рекламній справі. Там він познайомився з Ектором «Сетою» Босіо, з яким вони навесні 1982 року вирішили заснувати власний панк-гурт на кшталт The Police, але з текстами іспанською мовою. У пошуках власного стилю музиканти грали у групах Morgan, Stress, Proyecto Erekto. Після знайомства з ударником Чарлі Альберті, Сераті і Босіо заснували разом гурт Los Estereotipos, назву якого невдовзі було змінено на Soda Stereo.
Перший виступ Soda Stereo відбувся 19 грудня 1982 року на дні народження Альфредо Лойса, який згодом став режисером більшості їх відеокліпів та творцем образу гурту. Разом з Soda Stereo Густаво Сераті записав сім студійних альбомів, які принесли йому надзвичайну популярність в Аргентині та інших іспаномовних країнах.
1988 року відомий аргентинський рокер Чарлі Гарсія запропонував Густаво Сераті взяти участь у записі спільного диску, але проект так і не було реалізовано. Тим не менше Сераті співпрацював з Гарсією як гітарист в альбомі Tango 4.

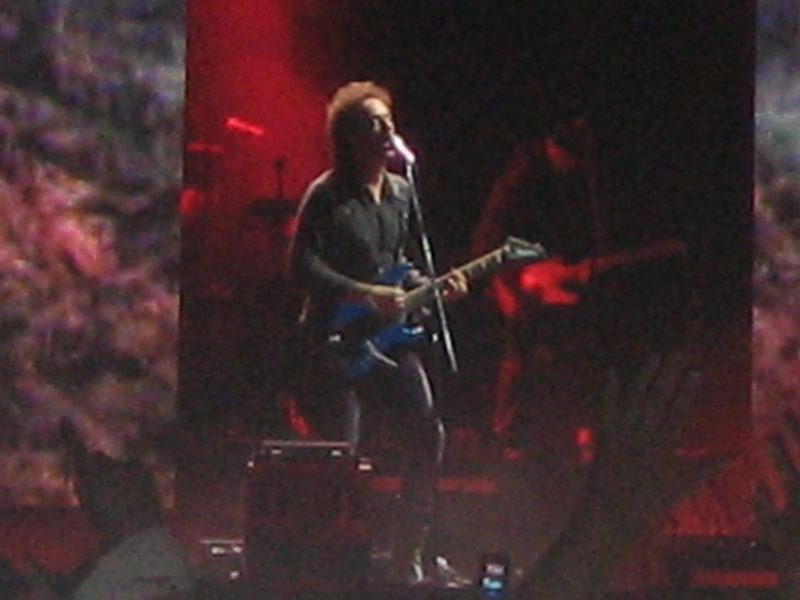

1992 року Густаво Сераті паралельно з роботою у Soda Stereo записав разом з Даніелем Мелеро диск Colores Santos.
1994 року Soda Stereo на деякий час припинили свою діяльність через загибель сина Сети Босіо, а також через те, що гурт уже мав практично усі можливі нагороди і не мав, до чого прагнути. Під час цієї перерви Густаво Сераті зайнявся своїм першим сольним альбомом Amor Amarillo, хоча на той час ще не планував розпочинати сольну кар'єру.
1995 тріо Soda Stereo повернулося зі своїм останнім альбомом Sueño Stereo, але не зважаючи на його успіх гурт перебував на межі розпаду.
1996 року Густаво Сераті разом з чилійськими музикантами Андресом Буссі, Гільєрмо Угарте і Крістіаном Повдічем заснував новий гурт Plan V, який грав електронну музику. Разом вони записали альбоми Plan V (1996) і Plan Black V Dog (1998).
1 травня 1997 Soda Stereo офіційно оголосила про розпад. Наступного дня всі газети Аргентини писали про цю подію, а газета «Clarín» (одна з найпопулярніших в Аргентині) відвела для статті про це всю першу шпальту.

### Сольна кар'єра
Після розпаду Soda Stereo, Сераті присвятив себе експериментам в електронній музиці разом з музикантом Флавіо Етчето у складі дуету Ocio, який випустив диск Medida Universal 1999 року. Також музикант взяв участь у записі альбому, присвяченому The Police разом з Енді Саммерсом.
28 червня 1999 року вийшов другий сольний альбом Густаво Сераті Bocanada, який був записаний на студіях CasaSubmarina та Abbey Road Studios. Пісня «Puente» з цього альбому стала перший хітом у сольній кар'єрі співака та принесла йому номінацію на Grammy Latino як найкраща рок-пісня. Диск Bocanada невдовзі став золотим в Аргентині. На підтримку альбому було проведено концертний тур містами Аргентини, Чилі, Колумбії, Коста-Рики, Еквадору, Сальвадору, США, Мексики, Панами і Венесуели.
2001 року музикант записав саунд-трек до фільму +Bien, який було номіновано на Grammy Latino як найкращий інструментальний поп-альбом року.
Того ж року Сераті відіграв концерт разом з симфонічним оркестром, який вийшов на диску під назвою 11 Episodios Sinfónicos. Диригентом і аранжувальником пісень виступив Алехандро Теран. 22 квітня 2002 року диск було презентовано у Театрі Колумба за участі Національного симфонічного оркестру Аргентини під керівництвом Педро Ігнасіо Кальдерона. Також було проведено концерти у Мексиці, Венесуелі, Чилі та аргентинській Мендосі з місцевими оркестрами.
Наприкінці 2002 року надійшов у продаж третій сольний альбом Густаво Сераті Siempre es Hoy. Презентація диску відбулася на стадіоні Луна Парк у Буенос-Айресі у березні 2003 року. Турне на підтримку альбому пройшло Болівією, Еквадором, Колумбією, Мексикою, Аргентиною, Перу, Чилі, Венесуелою, Уругваєм, Коста-Рикою, Панамою, Пуерто-Рико, США.
2003 року було проведено інтернет-конкурс на найкращий ремікс пісні з альбому Siempre es Hoy. Треки-переможці були видані на подвійному диску Siempre es Hoy: Reversiones. Того ж року вийшов концертний DVD «11 Episodios Sinfónicos».
Паралельно з сольними виступами Густаво Сераті брав участь у електронному колективі Roken разом з Флавіо Етчето і Леандро Фреско.
2004 року вийшла збірка найкращих пісень Сераті Canciones elegidas 93-04 у двох різних варіантах для Іспанії та Аргентини.
4 квітня 2006 року вийшов новий альбом співака Ahí vamos, який ознаменував його повернення до рокерського минулого. В Аргентині цей диск здобув статус платинового, а в Мексиці — золотого. Цей альбом став найуспішнішим у сольній кар'єрі Сераті як з погляду критиків, так і публіки. Пісня «Crimen» з цього диску стала хітом та завоювала премію Grammy Latino як найкраща рок-пісня. Сам альбом отримав Grammy Latino як найкращий рок-альбом та альбом року.
Концертний тур на підтримку Ahí vamos пройшов в Іспанії, Англії, Аргентині та багатьох інших країнах Латинської Америки.
10 березня 2007 року Густаво Сераті відіграв безкоштовний концерт, організований владою Буенос-Айреса, перед 200 тисячами глядачів.
7 липня 2007 року Сераті взяв участь у концерті Live Earth у німецькому місті Гамбург, де разом з Шакірою виконав пісню «Día Especial», яка згодом увійшла до альбому Fijación Oral Vol. 1 колумбійки, продюсером якого став Густаво.
2007 року музикант співпрацював з Емануелем Орвіє під час запису його альбому Mordisco.
17 травня 2008 року Густаво Сераті став учасником благодійного концерту ЮНІСЕФ, де заспівав пісню «En la ciudad de la furia» разом з Шакірою та «Ciudad de Pobres Corazones» з Фіто Паесом.

### Повернення Soda Stereo

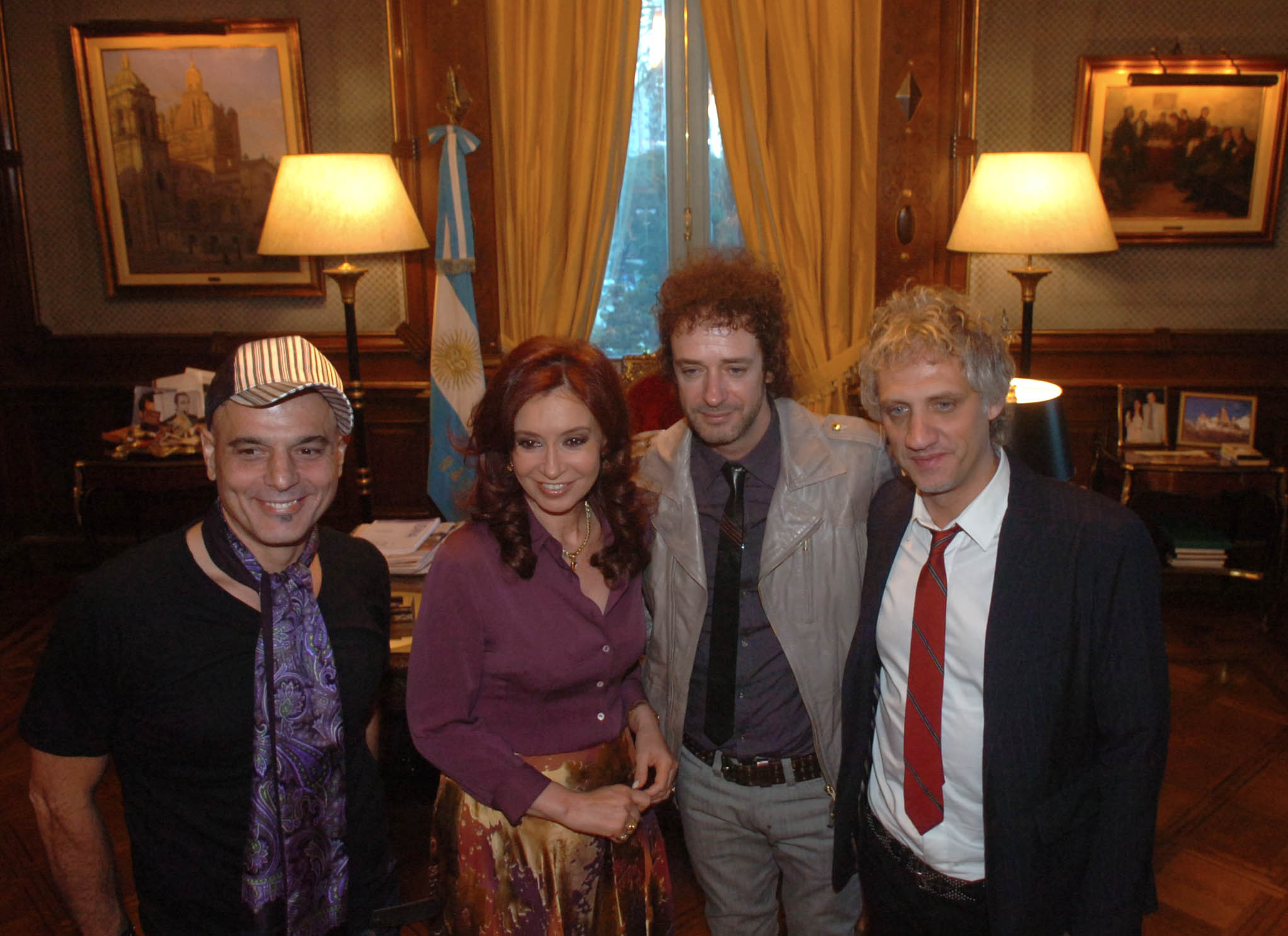
Президент Аргентини Крістіна Фернандес де Кіршнер та музиканти Soda Stereo

6 червня 2007 року, через 10 років після розпаду, було оголошено про об'єднання Soda Stereo гурту задля турне «Me Verás Volver». Концерти гурту з успіхом пройшли в Аргентині, Чилі, Мексиці, США, Еквадорі, Колумбії, Венесуелі, Панамі, Перу, хоча спочатку планувалося лише два концерти. Загалом 22 концерти гурту відвідало близько мільйона людей. Альбом з записом концертів туру став чотири рази платиновим.
Після завершення концертного турне три учасники гурту повернулися до своїх персональних проектів.

### Останні здобутки

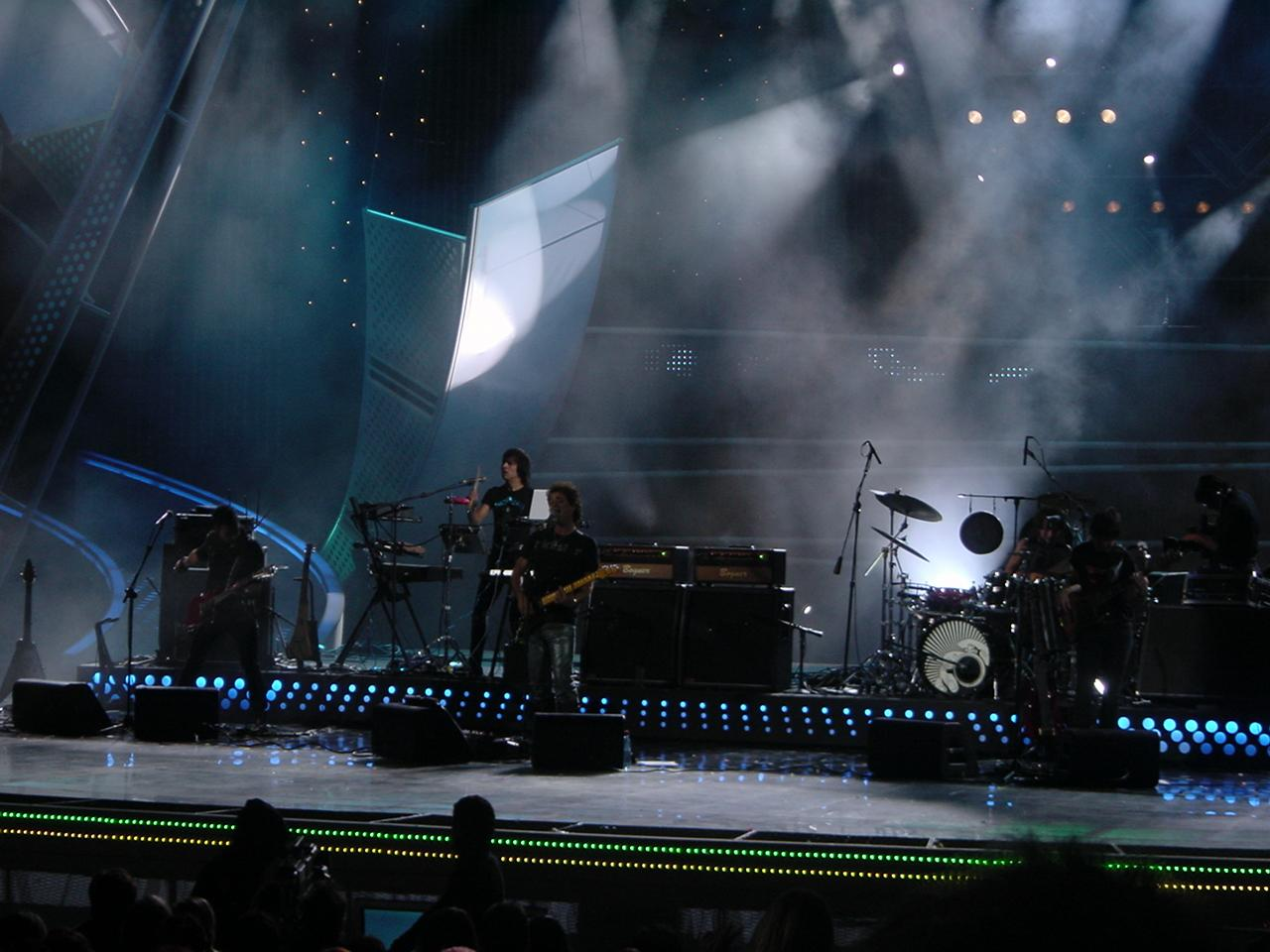
Густаво Сераті у Вінья-дель-Мар

У березні 2008 року Густаво Сераті разом з Роджером Вотерсом у Нью-Йорку записав пісню для благодійного фонду ЮНІСЕФ. У жовтні того ж року Сераті допомагав Шакірі у записі її альбому як автор пісень і продюсер. 8 листопада музикант зіграв на концерті гурту Bajofondo на автодромі Буенос-Айреса, де разом з Густаво Сантаолальєю виконав пісню «El Mareo» перед 35 тисячами глядачів. Ця пісня також згодом вийшла як сингл.
У березні 2009 року Густаво Сераті у США записав на студіях Stratosphere Sound і Looking Glass матеріал для нового альбому Fuerza Natural, який вийшов 1 вересня 2009 року. Через кілька тижнів після виходу диск став платиновим та зайняв перше місце за рівнями продажів в Аргентині, Мексиці, Колумбії, Перу, Чилі і в інтернет-магазині iTunes. 11 листопада 2010 року Сераті здобув три премії Grammy Latinos за альбом Fuerza Natural у номінаціях найкращий рок-альбом, найкраща пісня («Deja Vu») і найкраща обкладинка.
У липні Сераті випустив свою першу колекцію одягу GC.
30 вересня 2009 року вийшов відеокліп на пісню «Déjà Vu». Також було заявлено, що кліпи на усі пісні з альбому будуть формувати єдиний фільм, який розповідатиме про сюрреалістичну подорож ліричного героя Сераті крізь час і простір.
13 березня 2010 року Густаво Сераті взяв участь у концерті, присвяченому пам'яті жертв землетрусу у Чилі.
15 травня 2010 року після концерту у Каракасі у музиканта стався інсульт. З того часу він перебував у комі.
Вранці 4 вересня 2014 року Густаво Сераті помер у лікарні, так і не прийшовши до тями.

## Нагороди і номінації
Густаво Сераті за свою кар'єру здобув багато музичних нагород, зокрема:
- Номінація на Grammy Awards найкращий альтернативний латин-роковий альбом за Siempre es Hoy[24]
- 7 премій і 7 номінацій на Grammy Latino[25]
- 3 премії і 12 номінацій на MTV Video Music Awards Latinoamérica

## Дискографія

### Soda Stereo

#### Студійні альбоми
- 1984 — Soda Stereo
- 1985 — Nada personal
- 1986 — Signos
- 1988 — Doble vida
- 1990 — Canción animal
- 1992 — Dynamo[en]
- 1995 — Sueño Stereo

#### Концертні записи та збірки реміксів
- 1987 — Ruido Blanco
- 1991 — Rex Mix
- 1993 — Zona de Promesas
- 1996 — Comfort y Música Para Volar
- 1997 — El Último Concierto (A y B)
- 2008 — Me verás volver

### Сольно

#### Студійні альбоми
- 1993 — Amor Amarillo
- 1999 — Bocanada
- 2002 — Siempre es hoy
- 2006 — Ahí Vamos
- 2009 — Fuerza Natural

#### Концертні записи, збірки тощо
- 1998 — Sólo por hoy (саундтрек)
- 2000 — +Bien (саундтрек)
- 2001 — 11 Episodios Sinfónicos (концертний альбом)
- 2003 — Reversiones: Siempre es Hoy (збірка реміксів)
- 2004 — Canciones Elegidas 93-04 (рекомпіляція)

#### Сингли
- 1993 — Amor amarillo simple
- 2007 — La excepcion simple
- 2007 — Crimen simple

### У співробітництві

#### з Даніелем Мелеро
- 1992 — Colores Santos
- 1992 — Colores Santos remixes

#### з Plan V
- 1996 — Plan V
- 1998 — Plan V + Black Dog (EP)

#### з Ocio
- 1999 — Medida Universal
- 2000 — Insular

## Відеографія

### DVD
- 2001 — 11 Episodios Sinfónicos
- 2004 — Canciones Elegidas 93-04
- 2007 — Gustavo Cerati: Ahí Vamos Tour

### Кліпи Soda Stereo
- 1984 — «Dietético»
- 1985 — «Soda Stereo en el Astros»
- 1986 — «Cuando pase el temblor»
- 1987 — «Signos en Perú»
- 1987 — «Ruido Blanco»
- 1988 — «En la ciudad de la furia» — лауреат MTV Music Awards
- 1990 — «De música ligera» (1990)
- 1990 — «De música ligera/Canción animal/Un millón de años luz»
- 1991 — «Cae el sol»
- 1991 — «No necesito verte»
- 1992 — «Canción animada»
- 1992 — «Primavera 0»
- 1992 — «Haciendo Dynamo»
- 1996 — «Ella usó mi cabeza como un revólver» — лауреат MTV Video Music Awards 1996 року
- 1995 — «Zoom»

### Кліпи сольно
- 1993 — «Te llevo para que me lleves»
- 1993 — «Pulsar»
- 1994 — «Lisa»
- 1999 — «Puente»
- 1999 — «Paseo inmoral»
- 2000 — «Tabú»
- 2000 — «Engaña»
- 2000 — «Río Babel»
- 2001 — «Persiana americana»
- 2001 — «Corazón delator»
- 2003 — «Cosas imposibles»
- 2003 — «Karaoke»
- 2003 — «Artefacto»
- 2006 — «Crimen»
- 2006 — «La excepción»
- 2007 — «Adiós»
- 2007 — «Lago en el cielo»
- 2008 — «Me quedo aquí»
- 2009 — «Déjà vu»
- 2009 — «Rapto»